# RusVelo/2014

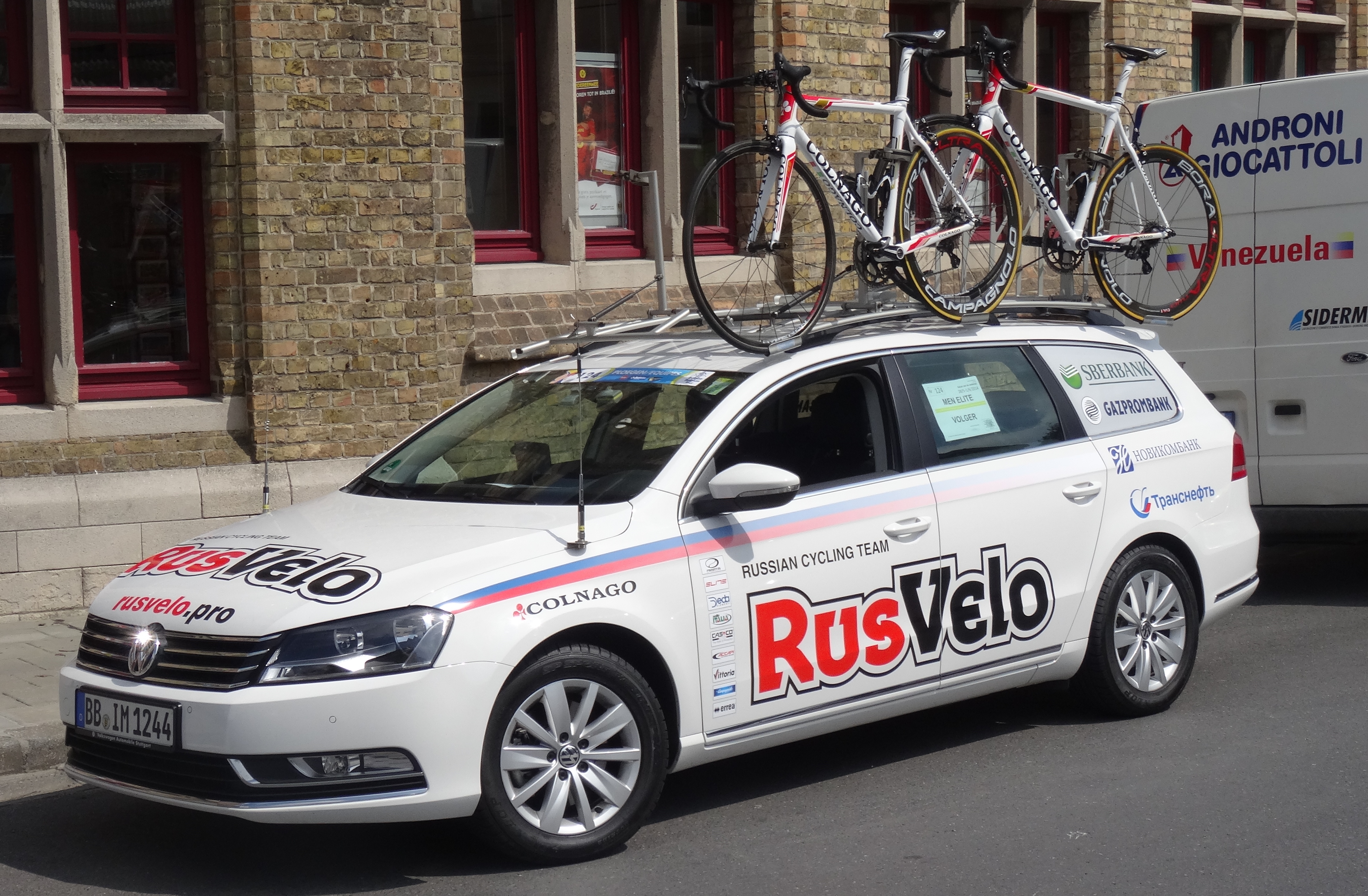
RusVelo

Deze pagina geeft een overzicht van de Team RusVelo-wielerploeg in 2014.

## Algemene gegevens
Algemeen manager: Renat Khamidulin
Ploegleiders: Aleksej Markov, Aleksandr Jefimkin, Serhij Hontsjar, Serhij Hontsjar, Sergej Ivanov, Mikhail Rostovtsev
Fietsmerk: Colnago

## Renners
| Naam                | Geboortedatum | Nationaliteit | Ploeg 2013                   |
| ------------------- | ------------- | ------------- | ---------------------------- |
| Ivan Balykin        | 26-11-1990    | Rusland       | Neo                          |
| Igor Bojev          | 22-11-1989    | Rusland       |                              |
| Artoer Jersjov      | 07-03-1990    | Rusland       |                              |
| Sergej Firsanov     | 03-07-1982    | Rusland       |                              |
| Sergej Klimov       | 07-07-1980    | Rusland       |                              |
| Leonid Krasnov      | 24-01-1988    | Rusland       |                              |
| Timofej Kritski     | 24-01-1987    | Rusland       | Katjoesja                    |
| Sergej Lagoetin     | 14-01-1981    | Rusland       | Vacansoleil-DCM              |
| Roman Majkin        | 14-08-1990    | Rusland       |                              |
| Artjom Ovetsjkin    | 11-07-1986    | Rusland       |                              |
| Sergej Pomosjnikov  | 17-07-1990    | Rusland       |                              |
| Kirill Pozdnjakov   | 20-01-1989    | Rusland       | Synergy Baku Cycling Project |
| Aleksandr Serov     | 07-05-1988    | Rusland       |                              |
| Andrej Solomennikov | 10-06-1987    | Rusland       |                              |
| Gennadi Tatarinov   | 20-04-1991    | Rusland       |                              |
| Ilnoer Zakarin      | 15-09-1989    | Rusland       |                              |

## Overwinningen
Grote Prijs van Sotsji
1e etappe: Sergej Lagoetin
2e etappe: Roman Majkin
Eindklassement: Ilnoer Zakarin
Puntenklassement: Roman Majkin
Ploegenklassement
Grote Prijs van Adygea
1e etappe (ITT): Ilnoer Zakarin
2e etappe: Igor Bojev
5e etappe: Igor Bojev
Eindklassement: Ilnoer Zakarin
Puntenklassement: Igor Bojev
Ploegenklassement
Mayor Cup
Winnaar: Sergej Lagoetin
Memorial Oleg Djatsjenko
Winnaar: Andrej Solomennikov
Grote Prijs van Moskou
Winnaar: Leonid Krasnov
Vijf ringen van Moskou
2e etappe: Igor Bojev
3e etappe: Sergej Lagoetin
4e etappe: Igor Bojev
Eindklassement: Andrej Solomennikov
Puntenklassement: Igor Bojev
Ploegenklassement
Ronde van Azerbeidzjan
Eindklassement: Ilnoer Zakarin
2012 · 2013 · 2014 · 2015 · 2016 · 2022